# 横街镇 (宁波市)
横街镇，是中华人民共和国浙江省宁波市海曙区下辖的一个乡镇级行政单位，因横街村横街头南北走向老街而得名:65。

## 历史
秦朝时属句章县，唐朝时属鄮县，宋，元、明、清时属桃源乡，民国时属桃源乡，1949年5月桃源乡分为桃源乡（属樟水区）、凤岙乡（属古林区），1950年5月桃源乡分为桃源乡、雷庄乡、马坡乡和狮山乡，凤岙乡分为凤岙乡、隐仙乡（属望春区）、象南乡（属古林区），1954年凤岙乡改为凤岙镇，1956年6月凤岙镇、隐仙乡、部分象南乡合并为凤岙乡，雷庄乡、马坡乡并入桃源乡，狮山乡改为爱中乡，1958年10月建红色（凤岙）公社，凤岙乡、桃源乡、爱中乡改为凤岙、横街、桃源、东方红、云洲、朱敏6个大队（管理区），1959年余姚县大隐乡惠民村和乌岩村接胜、许村2个自然村划归红色（凤岙）公社朱敏大队（管理区），1961年6月凤岙、横街、桃源3个大队合并为凤岙公社，东方红、云洲2个大队合为云洲公社，朱敏大队改为爱中公社，均属望春区，1983年6月改为凤岙乡、云洲乡、爱中乡，1985年8月凤岙乡改为横街镇，1992年5月云洲乡、爱中乡并入横街镇:65，2016年9月划归海曙区管辖。

## 行政区划
横街镇下辖以下地区：
横街社区、凤岙社区、东村、梅梁桥村、水家村、应山村、横街村、凤林村、林村、盛家村、溪下村、上阵村、芝溪岙村、芝岭村、毛夹岙村、新洞山村、大雷村、竹丝岚村、惠民村、朱敏村、爱岭村、凤岙村、万华村、桃源村、半山村、雷荘村、凤凰村、云洲村、乌岩村和爱中村。